# والاس (كارولاينا الشمالية)
والاس (بالإنجليزية: Wallace town, North Carolina)‏ هي بلدة تقع بولاية كارولاينا الشمالية في الولايات المتحدة. تبلغ مساحتها 7.95 كم2، وترتفع عن سطح البحر 16 م، بلغ عدد سكانها 3,880 نسمة في عام 2010 حسب إحصاء مكتب تعداد الولايات المتحدة وتصل الكثافة السكانية فيها 488.1 نسمة لكل كيلومتر مربع (1,264.2/ميل2).

## التركيبة السكانية
حدّد مكتب تعداد الولايات المتحدة بيانات التركيبة السكانية لوالاس في تعداد الولايات المتحدة. في ما يلي، التركيبة السكانية حسب تعدادي 2000 و2010.

### تعداد عام 2000
بلغ عدد سكان والاس 3,344 نسمة بحسب تعداد عام 2000، وبلغ عدد الأسر 1,329 أسرة وعدد العائلات 862 عائلة مقيمة في البلدة. في حين سجلت الكثافة السكانية 420.6 نسمة لكل كيلومتر مربع (1,089.3/ميل2). وبلغ عدد الوحدات السكنية 1,440 وحدة بمتوسط كثافة قدره 181.1 لكل كيلومتر مربع (469.0/ميل2).
وتوزع التركيب العرقي للبلدة بنسبة 55.65% من البيض و28.26% من الأمريكيين الأفارقة و0.06% من الأمريكيين الأصليين و0.24% من الأمريكيين ذوي الأصول الآسيوية و14.06% من الأعراق الأخرى و1.73% من عرقين مختلطين أو أكثر و18.18% من الهسبانيون أو اللاتينيون من أي عرق.
بلغ عدد الأسر 1,329 أسرة كانت نسبة 32.4% منها لديها أطفال تحت سن الثامنة عشر تعيش معهم، وبلغت نسبة الأزواج القاطنين مع بعضهم البعض 44% من أصل المجموع الكلي للأسر، ونسبة 15.3% من الأسر كان لديها معيلات من الإناث دون وجود شريك، بينما كانت نسبة 5.5% من الأسر لديها معيلون من الذكور دون وجود شريكة وكانت نسبة 35.1% من غير العائلات. تألفت نسبة 31.2% من أصل جميع الأسر من عدة أفراد يعيشون في نفس المنزل ونسبة 17.5% كانت تتألف من شخص يعيش بمفرده يبلغ من العمر 65 عاماً أو أكثر. وبلغ متوسط حجم الأسرة المعيشية 2.42، أما متوسط حجم العائلات فبلغ 2.96.
بلغ العمر الوسطي للسكان 38.3 عاماً. وكانت نسبة 23.6% من القاطنين تحت سن الثامنة عشر، وكانت نسبة 8.6% بين الثامنة عشر والرابعة والعشرين عاماً، ونسبة 26.6% كانت واقعةً في الفئة العمرية ما بين الخامسة والعشرين والرابعة والأربعين عاماً، ونسبة 20.8% كانت ما بين الخامسة والأربعين والرابعة والستين، ونسبة 16.5% كانت ضمن فئة الخامسة والستين عاماً فما فوق. يوجد لكل 100 أنثى 86.0 ذكر، ويوجد لكل 100 أنثى في الثامنة عشر من عمرها فما فوق 82.0 ذكر.
بلغ متوسط دخل الأسرة في البلدة 25,422 دولارًا، أما متوسط دخل العائلة فبلغ 33,413 دولارًا. وكان متوسط دخل الذكور 29,226 دولارًا مقابل 16,250 دولارًا للإناث. وسجل دخل الفرد الخاص بالبلدة 14,380 دولارًا. وكانت نسبة 18.8% من العائلات ونسبة 23.3% من السكان تحت خط الفقر، وكان من هؤلاء نسبة 26.6% تحت سن الثامنة عشر ونسبة 26.1% في الخامسة والستين من العمر وما فوق.

### تعداد عام 2010
بلغ عدد سكان والاس 3,880 نسمة بحسب تعداد عام 2010، وبلغ عدد الأسر 1,621 أسرة وعدد العائلات 946 عائلة مقيمة في البلدة. في حين سجلت الكثافة السكانية 488.1 نسمة لكل كيلومتر مربع (1,264.2/ميل2). وبلغ عدد الوحدات السكنية 1,815 وحدة بمتوسط كثافة قدره 228.3 لكل كيلومتر مربع (591.3/ميل2).
وتوزع التركيب العرقي للبلدة بنسبة 52.04% من البيض و25.98% من الأمريكيين الأفارقة و0.36% من الأمريكيين الأصليين و0.18% من الأمريكيين ذوي الأصول الآسيوية و0.08% من سكان جزر المحيط الهادئ و19.95% من الأعراق الأخرى و1.42% من عرقين مختلطين أو أكثر و25.49% من الهسبانيون أو اللاتينيون من أي عرق.
بلغ عدد الأسر 1,621 أسرة كانت نسبة 31% منها لديها أطفال تحت سن الثامنة عشر تعيش معهم، وبلغت نسبة الأزواج القاطنين مع بعضهم البعض 39.6% من أصل المجموع الكلي للأسر، ونسبة 15.7% من الأسر كان لديها معيلات من الإناث دون وجود شريك، بينما كانت نسبة 3.1% من الأسر لديها معيلون من الذكور دون وجود شريكة وكانت نسبة 41.6% من غير العائلات. تألفت نسبة 34.8% من أصل جميع الأسر من عدة أفراد يعيشون في نفس المنزل ونسبة 18.1% كانت تتألف من شخص يعيش بمفرده يبلغ من العمر 65 عاماً أو أكثر. وبلغ متوسط حجم الأسرة المعيشية 2.35، أما متوسط حجم العائلات فبلغ 3.07.
بلغ العمر الوسطي للسكان 40.9 عاماً. وكانت نسبة 23.6% من القاطنين تحت سن الثامنة عشر، وكانت نسبة 6.6% بين الثامنة عشر والرابعة والعشرين عاماً، ونسبة 24.4% كانت واقعةً في الفئة العمرية ما بين الخامسة والعشرين والرابعة والأربعين عاماً، ونسبة 24.6% كانت ما بين الخامسة والأربعين والرابعة والستين، ونسبة 20.8% كانت ضمن فئة الخامسة والستين عاماً فما فوق. وتوزع التركيب الجنسي للسكان بنسبة 45.8% ذكور و54.2% إناث.

## وصلات خارجية
- الموقع الرسمي